# 사토 히로미
사토 히로미(佐藤 ひろ美, sato hiromi)는 일본의 성우 겸 애니메이션 가수로 2000년에 게임 주제곡으로 데뷔했다. 노래로는 오네가이☆트윈즈, 그린그린, 그레네이더 미소의 섬사, 녹색 나라의 코에다쨩, 기동신선조 불타라검의 주제곡을 불렀고, 갤럭시 엔젤 Eternal Lovers의 주제가 맥시 싱글 「Angelic Symphony」는 누계 20,000장의 판매를 기록하기도 하였고, 창성의 아크에리온의 리나역 성우에 발탁되어 삽입노래를 부르기도 했다.
2005년 3월부터 1년을 통해 계절에 맞춘 4매의 오리지널 맥시 싱글을 발매해 나가는【Sugar season Project】를 전개, 스스로 작사·작곡을 다루어 싱글 발매와 연동해 행해진 합계 4회의 라이브를 성공을 하게 된다. 2005년 12월 佐藤裕美에서 佐藤ひろ美로 개명했다. 2007년 5월에 발매한 4번째 앨범 「Brilliant Moon」에서는 오리지널 곡 대부분의 작사·작곡을 직접 하고 어레인지의 부분에서도 활발한 아이디어를 내고 있다. 2007년 5월, 신인 아티스트의 프로듀스 및 악곡 제작에 주식회사 "S"를 설립했다.
현재는 가수, 성우 등의 탤런트 활동 외 작사, 작곡, 음악 제작 코디네이터, 레코딩 보컬 디렉션, 신인 프로듀스, 매니지먼트 등 여러 가지 활동을 하고있으며 「갤럭시 엔젤 룬 엔젤대 3rd 콘서트」에 프로듀서로서 기용되어 대본, 세트 리스트, 의상 디자인등 제작 전반을 직접 참여해 대성공을 거뒀다.

## 음반

### 싱글
- Guri Guri
- Angelic Symphony
- 終わりなきPrelude
- こえだちゃんのおはやっほー♪
- 暁ノ空ヲ翔ル
- Milktea Kiss
- ハローグッバイ
- 時代の無双花
- Tears in snow
- Dream Maker
- Cause your love ~白いmelody~
- Venus Dream
- サヨナラ
- 太陽ノ紅響曲
- アンバーワールド
- そらいろ

- Suger season vol.1 ~春風~
- Suger season vol.2 ~夏花~
- Suger season vol.3 ~秋月~
- Sugar season vol.4 ~冬恋~

### 앨범
1. Looking for sign
2. Sugar kiss
3. Angelica
4. Brilliant Moon
5. メリー!メリーゴーランド

## 대표적인 노래
- 「오네가이☆트윈즈」주제가 「Second Flight」
- 「그린그린」주제가 「Guri Guri」
- 「그레네이더 미소의 섬사」주제가 「暁ノ空ヲ翔ル」
- 「녹색 나라의 코에다쨩」주제가 「こえだちゃんのおはやっほー♪」
- 「기동신선조 불타라검 TV」주제가 「時代の無双花」
- 「갤럭시 엔젤 Eternal Lovers」주제가 「Angelic Symphony」
- 「갤럭시 엔젤 II 절대 영역의 문」ED 「Cause your love ~白いmelody~」
- 「마모루군에게 여신의 축복을!」ED 「Venus Dream」
- 「무시우타」ED 「サヨナラ」
- 「망가지기 시작한 오르골」주제가 「こわれかけのオルゴール」
- 무풍의 멜트(舞風のメルト) OP - Melty Air

## 작품
- 「창성의 아크에리온」(리나·룬역)
- 「돌격! 빳빠라대」(오우카)
- 「와일드7 other」(시노)

## 라디오 퍼스널러티
- 「사토 히로미의 Sugar와 게이마즈레이디오」(게이마즈 점내 라디오)
- 「ひろらじ」(서포터 클럽 「히로미들」프리미엄 회원 한정)

## 칼럼 집필
- 월간지 「PUSH!!」
- アニカン等